# Siggenamt
Das Siggenamt oder Siggamt war seit Eroberung des Aargaus durch die Eidgenossen im Jahr 1415 eine Untereinheit der Grafschaft Baden.
Es umfasste die heutigen Gemeinden Endingen, Ennetbaden, Obersiggenthal, Tegerfelden, Untersiggenthal und Würenlingen. Nach dem Einmarsch der Franzosen im März 1798 und der Proklamation der Helvetischen Republik gehörten die Dörfer des Siggenamts zum Kanton Baden. Seit 1803 gehören die Gemeinden Endingen, Tegerfelden und Unterendingen zum Bezirk Zurzach des Kantons Aargau, die übrigen Gemeinden zum Bezirk Baden.